# Harbeck (Wegberg)
Harbeck ist ein Ortsteil der Mittelstadt Wegberg im Kreis Heinsberg im Bundesland Nordrhein-Westfalen.

## Geografie

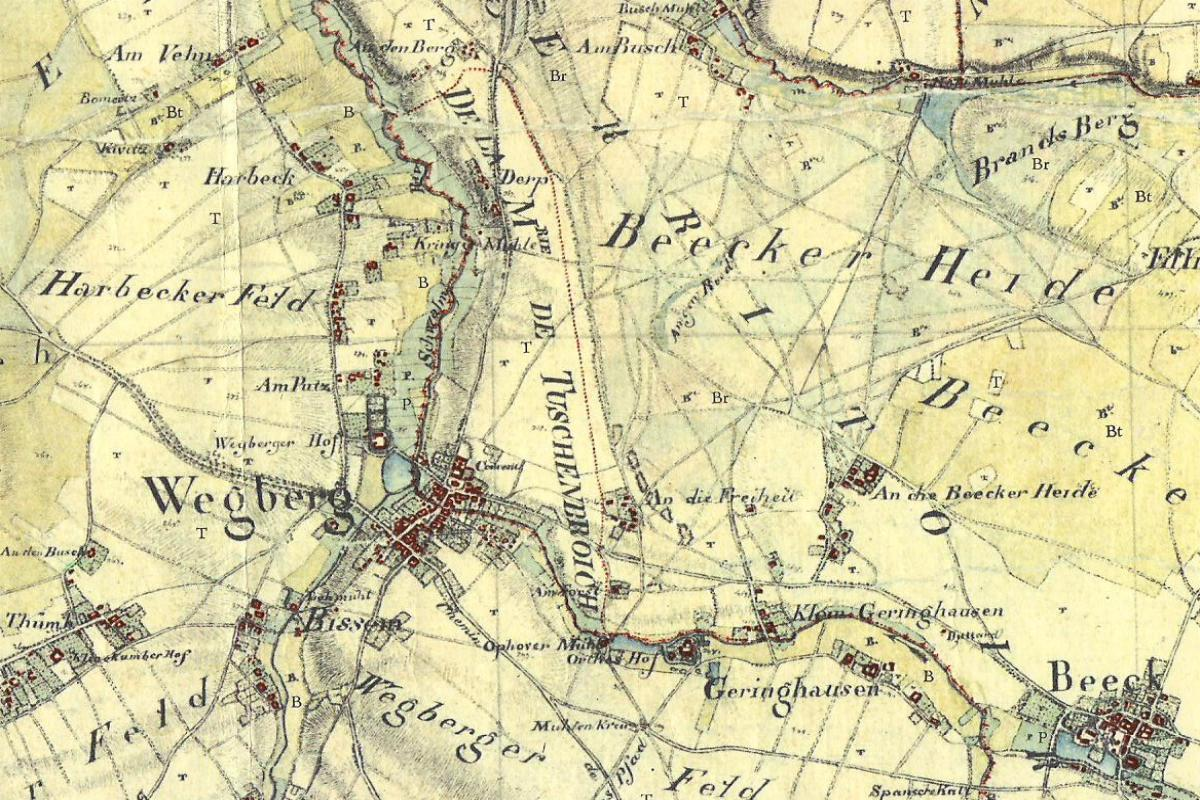
Lage der Kringsmühle und der Harbecker Feldes

### Lage
Harbeck liegt nordwestlich von Wegberg am Grenzlandring. Die Schwalm bildet die östliche Grenze des Ortsteils. Der Ort erstreckt sich nordwestlich von Wegberg über eine Länge von zwei Kilometer bis nach Harbeck-Hau. Die Bahnlinie von Mönchengladbach nach Dalheim verläuft in West-Ost-Richtung durch den Ort.

### Nachbarorte
| Merbeck | Berg                                        | Busch   |
| Arsbeck | Kompassrose, die auf Nachbargemeinden zeigt | Wegberg |
| Klinkum | Watern                                      |         |

## Geschichte
Der Ortsname bezieht sich vermutlich auf die Lage des Ortes entlang des Schwalmufers. Die Silbe „Har“ könnte auf das althochdeutsche Wort „horo“ (Sumpf, Morast) zurückzuführen sein. Harbeck bedeutet somit „sumpfiger Bach“. Der frühere St. Katharinenhof in Hau gehörte als Pachthof zur Burg Wegberg. Die Errichtung des Dorfkreuzes an der Harbecker Straße geht nach örtlicher Überlieferung auf eine Diphtherie-Epidemie in Harbeck im Jahre 1890 zurück.

## Infrastruktur
- In Harbeck existieren mehrere landwirtschaftliche und holzverarbeitende Betriebe, zwei Gärtnereien, einige Gastwirtschaften und mehrere Kleingewerbebetriebe.
- Kath. Kindergarten „Rabennest“ Harbeck

Die AVV-Buslinien 418 und SB8 der WestVerkehr verbinden Harbeck wochentags mit Wegberg, Erkelenz und Niederkrüchten. Abends und am Wochenende kann der MultiBus angefordert werden.
| Linie | Verlauf |
| ----- | --- |
| 418   | Erkelenz Bf – (Erkelenz ZOB –) (Kehrbusch → Isengraben → Flassenberg ← Isengraben ← Kehrbusch –) Grambusch – Schwanenberg – Geneiken – (Wildenrath Gewerbegebiet –) Tüschenbroich – Watern – Wegberg Busbf (– Wegberg Bf – Harbeck – Merbeck – Venn – Tetelrath – Silverbeek – Niederkrüchten) |
| SB8   | Schnellbus: Erkelenz Bf – Erkelenz Burg / Erkelenz ZOB – Holtum – Uevekoven – Wegberg – Harbeck – Berg – Rickelrath – Schwaam – Venheyde – Merbeck – Abzw. Tetelrath – Silverbeek – Niederkrüchten                                                                                             |

## Sehenswürdigkeiten

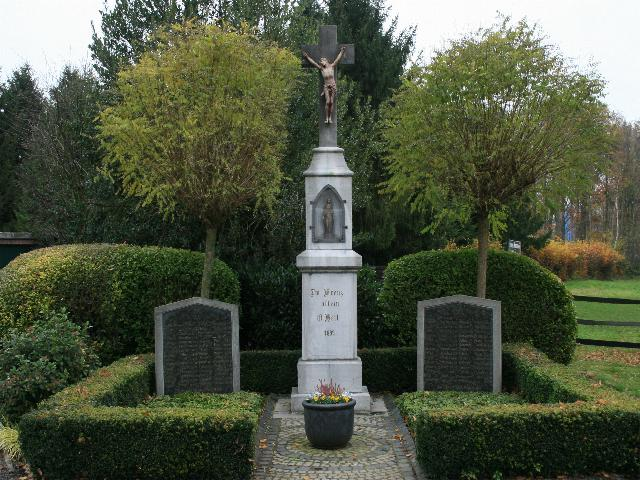
Gedenkstätte am Grenzlandring

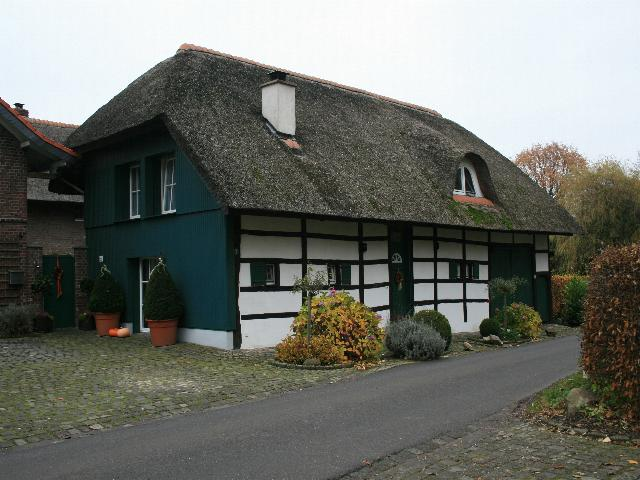
Fachwerkhof am Rebhuhnweg

- Kreuz am Grenzlandring, Harbecker Straße, als Denkmal Nr. 45
- Fachwerkhof, Rebhuhnweg, als Denkmal Nr. 46
- Backsteinhof, Harbecker Straße 12, als Denkmal Nr. 47

## Vereine
- Gesangverein „Harbecker Sänger“
- Heimatverein Harbeck
- Junggesellenverein „Erholung“
- Tambour-Corps Dalheim-Harbeck e. V.
- Theaterverein „Schwalmbühne“ Harbeck
- Freiwillige Feuerwehr Wegberg, zuständig auch für die Ortschaft Harbeck